# Helene Jacobsen
Helene Jacobsen (* 29. Oktober 1888 in Ulkebøl Sogn bei Sønderborg; † 14. März 1927 im Frederiksberg Hospital in Frederiksberg) war eine dänische Malerin und Lithografin.

## Leben
Helene Jacobsen war die Tochter von Peter Jacobsen (* 3. Oktober 1864 in Ulkebøl Sogn; † 24. September 1923 ebenda) und dessen Ehefrau Anne Sophie (* 1. April 1864 in Egen Sogn; † 19. August 1941 in Aabenraa), Tochter von Christen Hansen Staugaard (1833–1883); sie hatte noch drei jüngere Geschwister.
Sie arbeitete anfangs sechseinhalb Jahre als Magd. Mit der Unterstützung von verschiedenen Förderern besuchte sie ab 1909 die Volkshochschule in Lyngby bei Kopenhagen. Durch die Vermittlung eines Lehrers in Lyngby kam sie nach Odense in Stellung und besuchte dort zwei Winterkurse an der Abendschule, anschließend begann sie eine Lithografenlehre bei der lithografischen Anstalt Hagen & Sievertsen in Odense, die sie nach fünfjähriger Lehrzeit mit Auszeichnung abschloss.
Nach ihrer Ausbildung arbeitete sie als Lithografin in Kopenhagen und widmete sich dazu in der Malerei, dem Landschaftsfach sowie der Darstellung von Dorfansichten.

## Werke (Auswahl)
- Gewitterstimmung (1919), Museum Sønderborg.